# Калина Малеска
Калина Малеска (на македонска литературна норма: Калина Малеска) е северномакедонска преводачка, литературен теоретик, преподавател и писател на произведения в жанра драма, исторически роман, детска литература и документалистика. 

## Биография и творчество
Малеска е родена през 1975 г. в Скопие, СР Македония, СФР Югославия. 
Следва в катедра „Обща и сравнителна литература“ на Филологическия факултет „Блаже Конески“ на Скопския университет Св. св. Кирил и Методий“, където получава магистърска степен по специалност английска филология и защитава докторската дисертация на тема дискурсите на властта в литературата.
След дипломирането си работи като учител по английски език, след това като журналист във в. „Македония днес“ и като преводач в Пресцентъра и информационен център в НАТО. После реподава английска филология във Филологическия факултет на Скопския университет. Участва свои произведения в областта на литературата в международни семинари, конференции и конгреси със своите трудове в областта на литературната наука. Нейните литературни есета са публикувани в няколко македонски и международни списания. 
Първият ѝ сборник с разкази „Недоразумения“ е издаден през 1998 г. Някои от разказите ѝ са публикувани в списания в Република Македония и в чужбина. Разказът ѝ „Поинаков вид оружје“ (Друг вид оръжие) е включен в антологията „Най-добра европейска фантастика 2018“.
През 2006 г. е издаден романът ѝ „Бруно и цветовете“, който е посветен на трагичната история на живота на Джордано Бруно през най-противоречивия период в историята на човечеството – Ренесанса, в който се води борба за универсално преразглеждане на неприкосновените към момента „истини“. Романът е номиниран за наградата „Книга на годината“ на „Утрински весник“.
Следват сборниците ѝ с разкази „Именуване на насекомото“ и „Моят неприятел Итар Пейо“, пиесата „Случка между събитията“, романът „Призраци със сърмени нишки“, и сборникът с разкази за деца „Арно ама“.
Романът ѝ „Призраци със сребърни нишки“ е съвременна, градска история за младите хора и крехкостта на техните взаимоотношения.
Прави преводи от и на английски език, а някои от произведенията, които е превела са: „Она што беше небо“ от Владо Малески, „Тристрам Шенди“ на Лорънс Стърн, „Сестрите Макиока“ на Джуничиро Танидзаки, „Хъкълбери Фин“ на Марк Твен, пиеси от Чикамацу Монзаемон, и разкази на Амброуз Биърс.
Калина Малеска живее със семейството си в Скопие. 

## Произведения

### Самостоятелни романи
- Бруно и боите (2006)[5]
- Призраци со срмени нишки (2014)[1]

### Сборници
- Недоразбирања (1998)[5][2]
- Именување на инсектот (2008)[1]
- Мојот непријател Итар Пејо (2016)

### Пиеси
- Случка меѓу настани (2010)[1]

### Детска литература
- Арно ама (2019)[5]

### Документалистика
- Transformation of the Discourse of Power in Literature (2016)
- 500 години од Утопија на Томас Мор: трансформација на утопистичките идеи (2016)
- Што останува кога скоро сè што ни е познато ќе исчезне? (2020)
- Форми на властта в съвременната литература (2020)